# Caspe
Pour les articles homonymes, voir Casp.
Caspe (nom officiel en castillan ; Casp en aragonais) est une commune d’Espagne, dans la province de Saragosse, communauté autonome d’Aragon, chef-lieu de la comarque de Bajo Aragón-Caspe.

## Géographie
Dans ses environs s’étend la mar de Aragón (mer d’Aragon), grande retenue d’eau sur l’Èbre.

## Histoire
Caspe est une ville historique d’Aragon située à 100 km à l’est de Saragosse.
Elle fut au XVe siècle le siège du célèbre Compromis de Caspe qui vit l’avènement de la dynastie des Trastamare en Aragon. Au XXe siècle, durant la guerre civile espagnole, elle fut le siège du Conseil d’Aragon, organe de gouvernement de l’Aragon républicain. C’est à Caspe que fut également rédigé le Statut d’autonomie de l’Aragón en 1936, qui ne put être ratifié par les Cortes (le parlement espagnol) à cause du déclenchement de la guerre d’Espagne.
Elle fut un nœud de communication important, qui n’a pas survécu au passage du temps.

### Les Hospitaliers

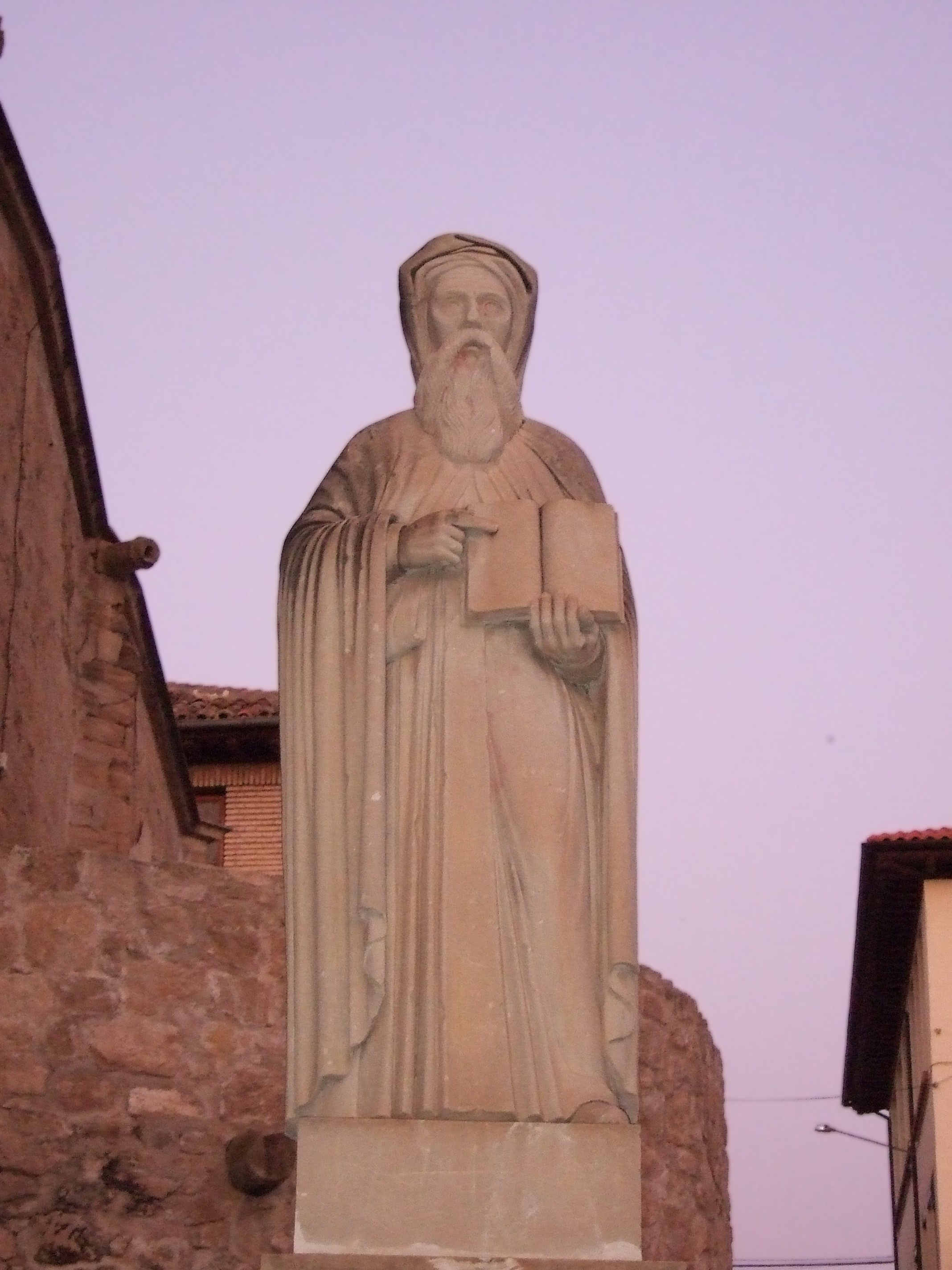
Statue de Juan Fernández de Heredia à Caspe

Dans le cadre de la Reconquista, Alphonse II d'Aragon s'en empare en 1169. Le roi d'Aragon l'échange en 1182 avec les Hospitaliers de l'ordre de Saint-Jean de Jérusalem qui y établissent une commanderie qui faisait partie de la châtellenie d'Amposta et de la langue d'Espagne.

## Démographie
De nos jours, elle ne compte qu’à peine 8 000 habitants, car sa croissance a été pratiquement nulle tout au long du XXe siècle.
| 1991  | 1996  | 2001  | 2004  |
| ----- | ----- | ----- | ----- |
| 8 029 | 7 770 | 7 896 | 7 870 |

## Économie
Son économie s’appuie sur le secteur des services, l’industrie textile et les grandes exploitations agricoles irrigables, dans lesquelles travaille une importante main d’œuvre immigrée.

## Lieux et monuments
Elle offre un important patrimoine historico-artistique (château du Compromis (es) — aujourd’hui en ruine —, collégiale Sainte-Marie-Majeure (es), mausolée de Miralpeix (es), ermitage de Marie-Madeleine, couvent des Franciscains, tour de Salamanque…), bien que nombre de ces constructions se trouvent dans un état de conservation lamentable et ne sont guère exploitables dans le cadre d’une politique de tourisme culturel.

## Personnalités liées à la commune
- Juan Fernández de Heredia (v.  1310-1396), grand maître de l'ordre de Saint-Jean de Jérusalem[2].

## Jumelage
- Gaillac (France)